# Partito Comunista Angolano
il Partito Comunista Angolano (portoghese Partido Comunista Angolano) è stato un partito politico comunista clandestino dell'Angola portoghese (durante il regime dell'Estado Novo), fondato nell'ottobre 1955 sotto l'influenza del Partito Comunista Portoghese.
il PCA è stato guidato dai fratelli Mário Pinto de Andrade e Joaquim Pinto de Andrade (un sacerdote cattolico), il pca ha istituito scuole e biblioteche clandestine a Luanda e branche a Cateje e Malanje.
Nel dicembre del 1956 il partito è confluito nel Movimento Popolare di Liberazione dell'Angola (MPLA).